# Presses de la Renaissance
 (mai 2022).
Les Presses de la Renaissance sont une maison d'édition fondée en France en 1997, donnée en gérance au groupe Editiset dirigé par Thierry Billard. Leur siège est à Paris, 11, rue de Grenelle.

## Description
Elles sont intéressées notamment par les thèmes religieux judéo-chrétiens mais aussi bouddhistes, et publient beaucoup de livres sur les questions de la pauvreté, de la violence familiale, et de la drogue.
En 2007, elles ont déjà publié 450 livres et 300 auteurs.
Un de leurs directeurs de collection est Jean Staune.
En 2021, Les Presses de la Renaissance disparaissent pour devenir la collection "Renaissance" aux éditions Plon et dirigée par Valérie Rossellini.

## Quelques publications
- Kirk Douglas, Le Fils du chiffonnier : Mémoires, 514 p., 1989 •  (ISBN 978-2-85616-489-1)
- Élisabeth Gille, Le Mirador : Mémoires rêvés - Irène Nemirovsky, 1992. •  (ISBN 978-2-85616-629-1)
- Tim Guénard, Plus fort que la Haine, 1999 •  (ISBN 978-2-85616-718-2)
- Christian de Boisredon, Nicolas de Fougeroux, Loïc de Rosanbo, L'Espérance autour du Monde, 380 p., 2000 •  (ISBN 978-2-85616-784-7)
- Révérien Rurangwa, Génocidé, 2006 •  (ISBN 978-2-75090-141-7)
- Dominique Lacout et Christian Lançon, La Mise à mort de Jean-Edern Hallier, 426 p., 2006 •  (ISBN 978-2-75090-220-9)
- Jean Staune, Notre existence a-t-elle un sens ?, 544 p., 2007  (ISBN 978-2-85616-969-8)
- Bruno Bartoloni, Un juif au Vatican, 240 p., 2018 •  (ISBN 978-2-75091-403-5)
- Patrick Chauvet, Georges Bernanos, un prophète pour notre temps, 224 p., 2020 •  (ISBN 978-2-75091-563-6)

## Auteurs publiés
- Frigide Barjot
- Bruno Bartoloni
- Christian de Boisredon
- Patrick Chauvet
- Michel Fize
- Élisabeth Gille
- Dominique Lacout
- Révérien Rurangwa
- Jean Staune
- Fiodor Dostoïevski
- Honoré de Balzac
- Stendhal
- Marquis De Sade

## Collections
- Chemin faisant
- Les clés du sacré
- Petite Renaissance
- Sagesse des Chartreux
- Biblio-luxe
- Club géant